# EHF Champions League 2004-2005 (maschile)
L'EHF Champions League 2006-2007 è stata la 46ª edizione del massimo torneo europeo per club di pallamano, la 12ª con questa denominazione.

## Formula
- Turno di qualificazione: è stato disputato da 10 squadre che, dopo sorteggio, si affrontano in gare di andata e ritorno; chi vince passa alla fase a gironi.
- Fase a gironi: sono stati disputati otto gironi da quattro squadre con gare di andata e ritorno. Le prime due di ogni girone si sono qualificate al main round.
- Fase ad eliminazione diretta: le sedici squadre qualificate si affrontano dapprima in ottavi e quarti di finale, successivamente in semifinali e finale; tutti i turni consistono in gare di andata e ritorno.

## Qualificazioni
| Squadra 1            | Totale | Squadra 2        | Andata | Ritorno |
| -------------------- | ------ | ---------------- | ------ | ------- |
| HC Meshkov Brest     | 20-0   | FC Porto         | 10-0   | 10-0    |
| Sporting Neerpelt    | 55-70  | Haukar           | 30-42  | 25-28   |
| Panellīnios GS Atene | 50-59  | RK Izviđač       | 27-35  | 23-24   |
| Bregenz              | 53-63  | HT Tatran Prešov | 32-28  | 21-35   |
| Granitas Kaunas      | 54-46  | HV Aalsmeer      | 27-21  | 27-25   |

## Fase a gironi

### Girone A

#### Classifica
|  | Pos. | Squadra        | Pt | G | V | N | P | GF  | GS  | DR  |
|  | ---- | -------------- | -- | - | - | - | - | --- | --- | --- |
|  | 1.   | SC Pick Szeged | 9  | 6 | 4 | 1 | 1 | 147 | 143 | +4  |
|  | 2.   | Barcellona     | 8  | 6 | 4 | 0 | 2 | 172 | 136 | +36 |
|  | 3.   | RK Vardar      | 4  | 6 | 1 | 2 | 3 | 124 | 153 | -29 |
|  | 4.   | Constanta      | 3  | 6 | 1 | 1 | 4 | 146 | 157 | -11 |

### Girone B

#### Classifica
|  | Pos. | Squadra        | Pt | G | V | N | P | GF  | GS  | DR  |
|  | ---- | -------------- | -- | - | - | - | - | --- | --- | --- |
|  | 1.   | Montpellier    | 12 | 6 | 6 | 0 | 0 | 198 | 150 | +48 |
|  | 2.   | ZTR Zaporižžja | 6  | 6 | 3 | 0 | 3 | 162 | 153 | +9  |
|  | 3.   | Zagreb         | 6  | 6 | 3 | 0 | 3 | 165 | 170 | -5  |
|  | 4.   | Conversano     | 0  | 6 | 0 | 0 | 6 | 143 | 195 | -52 |

### Girone C

#### Classifica
|  | Pos. | Squadra             | Pt | G | V | N | P | GF  | GS  | DR  |
|  | ---- | ------------------- | -- | - | - | - | - | --- | --- | --- |
|  | 1.   | Chekhovskye Medvedi | 10 | 6 | 5 | 0 | 1 | 197 | 179 | +18 |
|  | 2.   | GOG                 | 8  | 6 | 4 | 0 | 2 | 178 | 151 | +27 |
|  | 3.   | RK Gorenje Velenje  | 4  | 6 | 2 | 0 | 4 | 166 | 170 | -4  |
|  | 4.   | HC Meshkov Brest    | 2  | 6 | 1 | 0 | 5 | 143 | 184 | -41 |

### Girone D

#### Classifica
|  | Pos. | Squadra         | Pt | G | V | N | P | GF  | GS  | DR  |
|  | ---- | --------------- | -- | - | - | - | - | --- | --- | --- |
|  | 1.   | SDC San Antonio | 10 | 6 | 5 | 0 | 1 | 194 | 143 | +51 |
|  | 2.   | RK Celje        | 8  | 6 | 4 | 0 | 2 | 188 | 163 | +26 |
|  | 3.   | Stella Rossa    | 4  | 6 | 2 | 0 | 4 | 143 | 201 | -58 |
|  | 4.   | Wisła Płock     | 2  | 6 | 1 | 0 | 5 | 159 | 177 | -18 |

### Girone E

#### Classifica
|  | Pos. | Squadra          | Pt | G | V | N | P | GF  | GS  | DR  |
|  | ---- | ---------------- | -- | - | - | - | - | --- | --- | --- |
|  | 1.   | BM Ciudad Real   | 12 | 6 | 6 | 0 | 0 | 199 | 167 | +32 |
|  | 2.   | Kolding          | 6  | 6 | 3 | 0 | 3 | 216 | 202 | +14 |
|  | 3.   | RK Izviđač       | 6  | 6 | 3 | 0 | 3 | 183 | 201 | -18 |
|  | 4.   | Pfadi Winterthur | 0  | 6 | 0 | 0 | 6 | 168 | 196 | -28 |

### Girone F

#### Classifica
|  | Pos. | Squadra    | Pt | G | V | N | P | GF  | GS  | DR  |
|  | ---- | ---------- | -- | - | - | - | - | --- | --- | --- |
|  | 1.   | THW Kiel   | 10 | 6 | 5 | 0 | 1 | 200 | 159 | +41 |
|  | 2.   | IK Sävehof | 8  | 6 | 4 | 0 | 2 | 172 | 171 | +1  |
|  | 3.   | Haukar     | 3  | 6 | 1 | 1 | 4 | 186 | 211 | -25 |
|  | 4.   | Créteil    | 3  | 6 | 1 | 1 | 4 | 162 | 179 | -17 |

### Girone G

#### Classifica
|  | Pos. | Squadra         | Pt | G | V | N | P | GF  | GS  | DR  |
|  | ---- | --------------- | -- | - | - | - | - | --- | --- | --- |
|  | 1.   | KC Veszprém     | 12 | 6 | 6 | 0 | 0 | 195 | 138 | +57 |
|  | 2.   | TBV Lemgo       | 8  | 6 | 4 | 0 | 2 | 185 | 158 | +27 |
|  | 3.   | Granitas Kaunas | 3  | 6 | 1 | 1 | 4 | 144 | 197 | -53 |
|  | 4.   | Sandefjord TIF  | 1  | 6 | 0 | 1 | 5 | 154 | 185 | -31 |

### Girone H

#### Classifica
|  | Pos. | Squadra                | Pt | G | V | N | P | GF  | GS  | DR  |
|  | ---- | ---------------------- | -- | - | - | - | - | --- | --- | --- |
|  | 1.   | SG Flensburg-Handewitt | 11 | 6 | 5 | 1 | 0 | 204 | 155 | +49 |
|  | 2.   | HT Tatran Prešov       | 7  | 6 | 3 | 1 | 2 | 174 | 158 | +16 |
|  | 3.   | Banik Karvina          | 5  | 6 | 2 | 1 | 3 | 159 | 174 | -15 |
|  | 4.   | RK Metković            | 1  | 6 | 0 | 1 | 5 | 141 | 191 | -50 |

## Fase ad eliminazione

### Ottavi di finale
| Squadra 1      | Totale | Squadra 2           | Andata | Ritorno |
| -------------- | ------ | ------------------- | ------ | ------- |
| Kolding        | 63-65  | Montpellier         | 38-29  | 25-36   |
| Celje          | 44-43  | Pick Szeged         | 23-23  | 21-20   |
| Tatran Prešov  | 57-79  | Kiel                | 32-38  | 25-41   |
| ZTR Zaporižžja | 58-67  | Veszprém            | 29-28  | 29-39   |
| Lemgo          | 67-55  | Čechovskie Medvevi  | 45-32  | 22-23   |
| Sävehof        | 60-61  | Flensburg-Handewitt | 34-30  | 26-31   |
| GOG            | 60-79  | Ciudad Real         | 29-45  | 31-34   |
| Barcellona     | 52-52  | San Antonio         | 28-22  | 24-30   |

### Quarti di finale
| Squadra 1   | Totale | Squadra 2           | Andata | Ritorno |
| ----------- | ------ | ------------------- | ------ | ------- |
| Kiel        | 57-58  | Barcellona          | 30-25  | 27-32   |
| Montpellier | 55-54  | Flensburg-Handewitt | 36-22  | 19-32   |
| Ciudad Real | 63-55  | Veszprém            | 29-22  | 34-33   |
| Lemgo       | 59-68  | Celje               | 29-33  | 30-35   |

### Semifinali
| Squadra 1   | Totale | Squadra 2   | Andata | Ritorno |
| ----------- | ------ | ----------- | ------ | ------- |
| Celje       | 60-62  | Barcellona  | 34-31  | 26-31   |
| Ciudad Real | 61-57  | Montpellier | 30-24  | 31-33   |

### Finale
| Squadra 1   | Totale | Squadra 2  | Andata | Ritorno |
| ----------- | ------ | ---------- | ------ | ------- |
| Ciudad Real | 55-56  | Barcellona | 28-27  | 27-29   |